# Birgit Thumm
Pour les articles homonymes, voir Thumm.
Birgit Thumm est une ancienne joueuse allemande de volley-ball née le 3 juillet 1980 à Heidenheim an der Brenz. Elle mesure 1,84 m et jouait au poste de réceptionneuse-attaquante. Elle a totalisė 156 sélections en équipe d'Allemagne.

## Clubs
| Club                  | De        | À         |
| --------------------- | --------- | --------- |
| TSV Herbrechtingen    | 1990-1991 | 1993-1994 |
| TV Creglingen         | 1994-1995 | 1998-1999 |
| SSV Ulm 1846          | 1999-2000 | 1999-2000 |
| DJK Karbach           | 2000-2001 | 2001-2002 |
| USC Münster           | 2002-2003 | 2002-2003 |
| Rote Raben Vilsbiburg | 2003-2004 | 2006-2007 |
| VC Stuttgart          | 2007-2008 | 2007-2008 |
| VfB Suhl              | 2008-2009 | 2010-2011 |
| SSV Ulm 1846          | 2011-2012 | 2012-2013 |